# Палмирийско клане
Палмирийското клане (на полски: Zbrodnia w Palmirach) е поредица от масови убийства, извършени от окупационната администрация на Германия в Генералното губернаторство в Полша между декември 1939 и юли 1941 година.
Убийствата са извършвани в гориста местност край село Палмири, недалеч от Варшава, като много от жертвите са затворници от близкия затвор „Павяк“. Общият брой на жертвите се оценява на повече от 1700 души, като най-добре документирано е избиването на 358 общественици и интелектуалци на 20 – 21 юни 1940 година. Наред с Катинското клане, убийствата в Палмири са най-известните военни престъпления срещу поляци през Втората световна война.